# Matthew Dinham
Matthew Dinham (Sydney, 9 aprile 2000) è un ciclista su strada australiano che corre per il Team Picnic PostNL.

## Palmarès

### Strada
- 2022 (Team BridgeLane, una vittoria)

La Maurienne

### Mountain bike
- 2022

Campionati australiani, Cross country

## Piazzamenti

### Classiche monumento
- Tour de France

2023: 58º
- Milano-Sanremo

2023: 170º
- Liegi-Bastogne-Liegi

2023: 76º
2024: ritirato
- Giro di Lombardia

2023: 102º

### Competizioni mondiali
- Campionati del mondo

Wollongong 2022 - In linea Under-23: 7º
Glasgow 2023 - In linea Elite: 7º